# Рамо Коленовић
Рамо Коленовић (Гусиње, Краљевина СХС, 7. августа, 1926 — Београд, 9. јун 2015) био је југословенски и српски кајакаш на мирним водама. Такмичио се у свим дисциплинама кајака K-1 500, 1000 i 10000 метара. Највише успеха је имао у најдужој дисциплини.
Један је од познатијих кајакаша педесетих и шездесетих година прошлога века. Био је члан КК Змај из Земуна, а касније Кајакашки клуб Иво Лола Рибар из Земуна. Живео је у Земуну и био је у Кајакашком клубу Змај, Земун. Учествовао је на многим такмичењима у том периоду.
Преминуо је 9. јуна 2015. године у Београду.

## Спортски успеси

### Првенство Југославије у кајаку на мирним водама[2]
Дисциплина K-1 10000 m
Прво место 1956. i 1959.
Друго место 1954., 1957., 1958., 1961. i 1964.
Треће место 1960. i 1963.
Дисциплина  K-2 10000 m
Прво место 1961.
Друго место 1962.
Дисциплина K-4 10000 m
Друго место 1964.
Дисциплина K-1 1000 m
Друго место 1958.
Дисциплина K-4 1000 m
Прво место 1960. i 1962.
Дисциплина K-1 500 m
Друго место 1958.
Дисциплина  K-1 4x500 m
Прво место 1963.
Друго место 1959., 1961. i 1963.
Треће место 1960.

### Међународна такмичења
- 1954. - Кајак-кану међународно такмичењене на мирним водама у Земуну, Србија
  - бронза на 10000 метара
- 1956. - Кајак-кану међународно такмичењене на мирним водама у Лондону
  - бронза на 10000 метара
- 1956. - Кајак-кану међународно такмичењене на мирним водама у Брчком, БиХ
  - сребро на 10000 метара
- 1960. - Кајак-кану међународно такмичењене на мирним водама у Брчком, БиХ
  - злато на 10000 метара

## Галерија фотографија
- Рамо у Јајцу (БиХ) 1964. године
- Рамо са Мирком Нишевићем 1986. године